# 박찬희 (방송인)
박찬희(1964년 12월 ~ )는 대한민국 중앙대학교 교수이자 방송인이다.

## 주요 경력
- 1990년 ~ 1991년 삼일회계법인
- 1991년 ~ 1993년 대우그룹 회장실 회장수행비서
- 1993년 ~ 1999년 대우그룹 과장
- 2000년 ~ 2001년 Axisoft 이사
- 2001년 ~ 2002년 중앙인사위원회 과장
- 2002년 ~ 중앙대학교 경영대학 경영학부 교수
- 2004년 ~ 2008년 한국기업지배구조개선센터 연구위원
- 2004년 ~ 2010년 Korea Business Review 편집위원
- 2005년 ~ 2007년 우리홈쇼핑 사외이사, 편성위원장
- 2006년 ~ 2007년 국가비전2030 민간위원
- 2007년 ~ 2013년 SK C&C 사외이사
- 2009년 ~ 2015년 미국 Heidrick Struggles 글로벌 자문
- 2015년 ~ 2017년 (주)디라이브 사외이사, 감사위원
- 2009년 ~ 2015년 하츠 사외이사
- 2017년 ~ 2019년 정책기획위원회 국민성장분과 위원
- 2019년 ~ 2021년 국민경제자문회의 위원, 혁신경제분과 의장
- 2018년 ~ 2024년 대림산업(DLE&C) 사외이사
- 2020년 ~ 2022년 KT사외이사
- 2023년 ~           한국경영학회 부회장

## 학력
- 1983년 ~ 1987년 서울대학교 경영학 학사
- 1987년 서울대학교 대학원 경영학 석사
- 1993년 ~ 2000년 하버드대학교 경영대학원 경영학 박사

## 수상
- 1987년 서울대학교 총동창회장상

## 방송
- 2004년 MBC TV 《신년특집 '세계석학대담'》 기획, 진행
- 2004년 1월 28일 ~ 2005년 4월 30일 MBC 표준FM 《손에 잡히는 경제 박찬희입니다》 진행
- 2005년 2월 28일 ~ 2005년 8월 26일 EBS TV 《일과 사람들》 진행
- 2005년 국회방송 《나라살림 우리살림》 기획, 진행
- 2006년 tbs FM 《박찬희의 생활경제》 진행
- 2009년 SBS TV 《특집 '2009 대한민국 신화를 다시쓰다'》 기획, 제작
- 2012년 9월 17일 ~ 2014년 2월 14일 TV조선 《박찬희, 정혜전의 황금펀치》 진행
- 2023년 3월 ~ 2023년 8월 YTN2 《이슈더있슈》 진행